# ビョルン・マグヌースソン・オールセン
ビョルン・マグヌースソン・オールセン（Björn Magnússon Ólsen 原語の発音；ビョルン・マグヌッソン・オールセン、1850年7月14日 - 1919年1月16日）は、アイスランド人の言語学者。

## 生涯
1850年、アイスランドのオイストル・フーナヴァスシスラ県生まれ。1869年にレイキャビク短期大学(Reykjavik Junior College)を卒業し、健康状態の悪化のため学業の中断をはさんだが、1872年にコペンハーゲンへ渡る。1877年にコペンハーゲン大学で言語学と歴史学の修士号を取得した。1878年、資金を得てイタリアとギリシャを研修のため旅行する。その後、1883年にコペンハーゲン大学で博士号を取得。
1879年よりレイキャビク短期大学で教職に就く。1911年、レイキャビクにアイスランド大学が設立された後、オールセンは初代学長に就任した。

## 研究内容・業績
- 1912年にオールセンは、論文『Till Edda-kvadene』（題名の邦訳『エッダ歌謡に寄せて』）を発表し、『古エッダ』の『巫女の予言』の難解な詩句に対して資料批判を行い、言語学の立場から考察を行っている[3]。